# Ermesinde
Ermesinde es una ciudad y freguesia portuguesa del municipio de Valongo, perteneciente al distrito de Oporto, região Norte de Portugal.

## Localización
Pertenece al área metropolitana do Porto y se encuentra a 10 km al noreste de Oporto.

## Características
Es la menor de las 5 freguesias del municipio de Valongo con 7,42 km² y también la más poblada con 38 315 habitantes (2001), haciendo que su densidad poblacional exceda los 5 000 hab/km². Es freguesia desde 1836 y fue elevada a vila en 1938. Fue primeiro cuartel del siglo XX. Era tenida como estancia de reposo, debido a la calma y entorno rural en que se encontraba. En 1990 alcanzó la categoría de ciudad. Inicialmente un pueblo fluvial, se ha convertido en una villa ferroviaria.

## Patrimonio

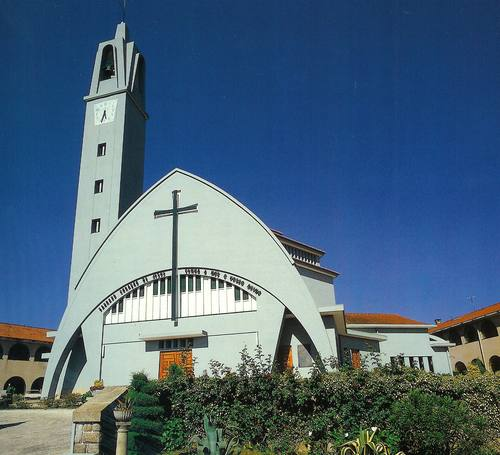
La Iglesia del Sagrado Corazón de Jesús en Ermesinde.

La Iglesia del Sagrado Corazón de Jesús en Ermesinde, cerca del Convento de las Hermanas del Buen Pastor, es un centro de peregrinaciones cristianas gracias a la Beata Sor María del Divino Corazón, condesa Droste zu Vischering y Madre superiora del Convento de Oporto, cuyo cuerpo fue encontrado incorrupto cuando su exhumación y está actualmente expuesto a la veneración pública en este templo católico.
La Estación de Ermesinde, es una interfaz de las líneas de Miño, Douro y Leixões. Se utiliza especialmente para transporte de mercancía del Puerto de Leixões y de habitantes que trabajan en la zona metropolitana de Oporto.

## Economía
Desde finales del siglo XX, Ermesinde ha experimentado un gradual crecimiento de la población acompañado de construcción de nuevas y modernas infraestruturas que contribuyen a la mejor calidad de vida en la ciudad. Se ha recalificado el centro de Ermesinde y se ha establecido una nueva estación ferroviaria y de espacios culturales y de reposo, como el Fórum Cultural de Ermesinde, integrado en el Parque Urbano Dr. Fernando Melo.
- Datos: Q1020811
- Multimedia: Ermesinde / Q1020811

1. ↑  Worldpostalcodes.org,código postal n.º 4445.